# Ланьо, Михаил Иванович
Михаил Иванович Ланьо (род. 17 ноября 1964, с. Куштановица, Мукачевский район) — Народный депутат Украины, член Партии регионов, один из ключевых участников противостояния в Мукачеве в июле 2015 года.

## Биография
Михаил Иванович Ланьо родился 17 ноября 1964 года в селе Куштановица, Мукачевский район, Закарпатская область.
Окончил Ужгородский государственный институт информатики, экономики и права, экономический факультет.
В 1996—2003 годах — президент ФК «Приборист».
В 2004—2006 годах — президент ФК «Пидгоряны».
С декабря 2006 года — председатель Федерации футбола Закарпатья.
С 2007 года — член исполкома Федерации футбола Украины.
25 декабря 2018 года включён в список украинских физических лиц, против которых российским правительством введены санкции.

## Награды
- Награждён почетной грамотой Верховной Рады Украины; получил награду «За развитие региона».
- В декабре 2011 награждён орденом «За заслуги» III степени[3].